# Colon pseudolatum
Colon pseudolatum är en skalbaggsart som beskrevs av Mary E. Palm 1941. Colon pseudolatum ingår i släktet Colon, och familjen mycelbaggar. Arten är reproducerande i Sverige.